# 上野飛偉楼
上野 飛偉楼（うえの ひいろう、1984年8月9日 - ）は、日本の元陸上競技（長距離）選手、タレント。熊本県鎮西高等学校、日本体育大学卒業。AVILLA STAGEに所属していた。熊本県玉名郡菊水町（現：和水町）出身。身長175cm 、58kg。

## 経歴
高校　5,000m 14分13秒3、3000mSC インターハイ出場、クロスカントリー 日本代表とマルチランナー（高体連陸上競技専門部記録）。大学　全日本大学駅伝 1年時 7区区間賞、箱根駅伝 1年時 6区区間10位（日本学生陸上競技連盟記録）。2005年（平成17年）箱根駅伝、この年の日体大は、強豪駒澤大学に負けて準優勝であった。上野を欠いた日体大はあと一歩のところで優勝を逃がした。
中学校では小学校時代からリトルリーグをやっており、父、兄の影響もあり野球部に所属していた。夏の大会が終わると陸上部の勧誘を受け、熊本県中学駅伝を走り区間賞をとる。それで県内外の高校から多数のスカウトを受け、当時全国8位の熊本県の名門、私立鎮西高等学校に入学。クロスカントリーの日本代表、都道府県駅伝等の活躍を果たす。熊本県高校駅伝時に襷を渡す際、ガッツポーズした時に、その年のインターハイ5,000m日本人1位の中山慎二郎に追い抜かれ1区の区間記録、区間賞を逃している。しかし、全国でもトップを争う選手であったことは事実である。2003年、日本体育大学に入学。在学中は全日本駅伝で区間賞、箱根駅伝にも出場し、大学1年生にして鮮烈的なデビューし、名前の影響もあり一躍有名になり、別府健至監督とチームの信頼も厚かった。同学年の保科光作・鷲見知彦・稲垣晃司と共に「1年生カルテット」また「日体大の黄金世代」と呼ばれていた。1年終了前の3月、駅のホームに転落した際に電車に轢かれ、右腕切断の重傷を負い競技を引退した。
尚、故郷熊本県で、その後の彼の活躍を特番ドキュメンタリーで放映されている。
2006年にフェスピック・クアラルンプール大会T46クラス1500m、5000mで銀メダルを獲得、 IPC陸上競技世界選手権大会ではT46クラス5000mで8位入賞を果たしている。
大学卒業後はトヨタ紡織でパラリンピックを目指したが出場はならなかった。
現在は競技を引退し、自分の事故前と後の「生死」「自己成長」の経験を多くの人に伝え、自分で施設を立ち上げ社会貢献するという夢を叶える為、自営業者として活動している。それとともに芸能事務所（AVILLA STAGE）で俳優・タレントとしても活動中である。レインボータウンfm木場でラジオ出演、ネット放送等にしている。なお、小学校・中学校の公演も行っていた。

## チーム遍歴
- 菊水中学校
- 鎮西高等学校
- 日本体育大学体育学部
- トヨタ紡織

## 関連人物
- 別府健至
- 楢木野亮二
- 高崎健太郎
- 朝日健太郎